# June Barrow-Green
Pour les articles homonymes, voir Barrow et Green.
June Barrow-Green, née le 3 juin 1953, est une historienne des mathématiques britannique. 

## Biographie
June Barrow-Green a étudié au King's College de Londres et à partir de 1989 à l'Open University, où elle a obtenu son doctorat sous la direction de Jeremy Gray en 1993. Elle est actuellement professeure de mathématiques spécialisée en histoire des mathématiques à l'Open University. 
Elle est membre du Conseil de la London Mathematical Society et y est bibliothécaire.
Barrow-Green traite des mathématiques des XIXe et XXe siècles surtout en France, en Angleterre et aux États-Unis. Elle s'est fait connaître pour ses travaux sur Henri Poincaré et les travaux fondamentaux de ce dernier sur les systèmes dynamiques et la mécanique céleste, dans lesquels se trouvent également les débuts de la théorie du chaos. Elle a découvert que Poincaré avait commis une grave erreur dans le travail soumis pour le Prix du roi suédo-norvégien Oskar II, qu'il a ensuite corrigée dans les travaux publiés sur le problème des trois corps (Acta Mathematica 1890) et ainsi sa découverte d'orbites homocliniques, qui était essentielle pour la théorie du chaos établie ultérieurement. Elle développe notamment son ouvrage Poincaré et le problème des trois corps (American Mathematical Society, 1997) à partir de sa thèse.
Elle est co-éditrice de la revue Historia Mathematica avec Niccolò Guicciardini de 2010 à 2012, et présidente de la Commission internationale d'histoire des mathématiques depuis 2018. Elle travaille sur une base de données de mathématiciens britanniques de 1860 à 1940 parue en livre sous le titre Biographical Dictionary of Victorian Scientists.

## Publications
- Rédactrice en chef avec Timothy Gowers, Imre Leader : The Princeton Companion to Mathematics, Princeton University Press 2008
- International Congresses of Mathematicians from Zurich 1897 to Cambridge 1912 The Mathematical Intelligencer, Volume 16, 1994, pp. 38-41.
- June Barrow-Green, Jeremy Gray et Robin Wilson, The History of Mathematics : A Source-Based Approach, American Mathematical Society, 2018
- June Barrow-Green, Poincaré and the discovery of chaos, Icon Books, 2002 (ISBN 978-1-84046-288-3)
- (en) June Barrow-Green, Poincaré and the Three Body Problem, AMS & LMS, coll. « History of Mathematics » (no 11), 1997, 272 p. (ISBN 978-0-8218-0367-7, lire en ligne)[3].
- (en) June Barrow-Green, A Corrective to the Spirit of too Exclusively Pure Mathematics: Robert Smith (1689 - 1768) and his Prizes at Cambridge University, Ann. Sci., 56 (1999), 271 - 316.
- (en) June Barrow-Green, « Gösta Mittag-Leffler and the foundation and administration of Acta Mathematica », dans Karen Hunger Parshall et Adrian Rice, Mathematics Unbound: The Evolution of the International Mathematical Research, American Mathematical Society/London Mathematical Society, 2002.

### Autres médias
- The Story of Maths, télésérie documentaire britannique (2008) sur BBC Four : consultante.
- In Our Time sur BBC Radio 4, Euclid's Elements, avril 2016. June Barrow-Green participe au panel d'experts avec Marcus du Sautoy et Serafina Cuomo.